# 金億秋
金 億秋（　）は、朝鮮時代の全裸水軍節度使、済州牧師などを歴任した武臣。
開設本館は清州（淸州）者バンロ（邦老）。
全羅道強震出身。
父は増兵曹判書ギムチュンジョン（金忠貞）である。

## 生涯と活動内容
かつて武科に合格して、済州判官（濟州判官）・サボクシ判官と珍山・淳昌・酢酸などの県監を経た。 

1592年（宣祖25）壬辰倭乱が起き王が平壌にパチョンと、バンオサとしてホスク（許淑）などと一緒に水軍を率いて大同江を守った。
このとき牧師に抜擢されたが、虚偽の報告をしてグンユルを破ったとして大幹の弾劾を受けた。以後（舟師將）に大同江を守り、驪州牧師となったが、引き受けた職務を正しく処理して交換された.
1594年マンポジン添加節制社（滿浦鎭僉節制使）となったが、タムビであるサガンウォンの弾劾でまた交換された。翌年に再びマンポジン添加節制社に任命されたが、すぐに真珠牧師に昇進されたが無能関係が大きい村の牧民官になることができない大幹の反対高齢ジンチョム節制社（高嶺鎭僉節制使）に交換された.
1597年漆川梁海戦（漆川梁海戰）で戦死した李億祺（李億祺）の後任として、全裸ウド水軍節度使となり、一時部長兼ジョバンジャン（副將兼助防將）で明軍に倍速なったが、後に主に全裸水軍節度使として活躍した。
統制使李（李舜臣）に沿って鳴梁海戦（鳴梁海戰）で多くの功績を立てた。
その後、密陽副詞を経て1608年（光海君即位年）、経常左の兵士となった。